# Céline Lafaye
Pour les articles homonymes, voir Lafaye.
Céline Lafaye, née le 9 décembre 1981 à Tours, est une traileuse française. Elle est quadruple championne de France de trail court.

## Biographie
Pratiquant la gymnastique durant sa jeunesse, Céline découvre la course en montagne en 2000 lorsqu'elle court le cross du Mont-Blanc aux côtés de sa mère. Prise au jeu de la compétition, elle poursuit dans cette discipline et remporte la victoire au cross du Mont-Blanc en 2004 puis décroche la médaille de bronze aux championnats de France de course en montagne en 2005 et 2009,.
Elle s'oriente ensuite vers le trail en format court et s'illustre lors de la saison 2010 du Trail Tour National (TTN) en enchaînant les podiums. Elle remporte ainsi le classement général du trail court et remporte le titre de championne de France de la discipline,.
Elle domine la saison 2011 du TTN et aligne les victoires, s'assurant de son deuxième titre bien avant la fin de la saison,. Le 14 août, elle prend un bon départ à Sierre-Zinal, suivant de près Megan Lund et Oihana Kortazar prenant en chasse Aline Camboulives. Tandis que l'Espagnole accélère pour prendre la tête, Céline parvient à doubler l'Américaine et prend la troisième place derrière sa compatriote Aline.
Elle connaît une saison 2012 tronquée par une blessure. En fin d'année, elle s'essaye à la discipline du kilomètre vertical étant invitée à participer au kilomètre vertical de Fully. Sans préparation spécifique, elle termine au pied du podium en 38 min 13 s.
Le 6 octobre 2013, elle prend part à la première édition des championnats de France de trail court en nouveau format. courus dans le cadre de la Gapen'cimes. Faisant étalage de son talent, Céline survole les débats et s'impose facilement pour remporter le titre.
En 2015, elle se consacre à la discipline du skyrunning et s'aligne en Skyrunner France Series. Le 15 mars, elle s'élance sur le trail du Ventoux dont le parcours est modifié en raison de la neige au sommet. Tandis qu'Anne-Lise Rousset mène le début de course, Céline accélère en fin de course et parvient à s'imposer avec une minute d'avance. Elle poursuit sa saison en décrochant la troisième place au 42 km du Mont-Blanc derrière Elisa Desco et Oihana Kortazar. Le 12 juillet, elle prend part au très technique Altispeed de l'Ice Trail Tarentaise et s'empare des commandes après 10 km pour filer vers la victoire. Absente des dernières manches, elle s'impose au classement général grâce à ses podiums,.
Le 3 septembre 2016, Céline domine le trail de la Vésubie, franchissant la ligne d'arrivée avec près de six minutes d'avance sur sa plus proche poursuivante Amandine Ferrato. Elle remporte ainsi son quatrième titre en trail court.
Le 10 juin 2017, elle prend part aux championnats du monde de trail à Badia Prataglia. Alors que ses compatriotes Adeline Roche et Amandine Ferrato mènent la course en tête, Céline décroche la sixième place.

## Palmarès

### Course en montagne
| no  | féminin            | Course                    | Longueur | Départ          | Temps           |
| --- | ------------------ | ------------------------- | -------- | --------------- | --------------- |
| 29e | Médaille d'or      | Cross du Mont-Blanc       | 21 km    | 26 juin 2004    | 2 h 9 min 24 s  |
| 38e | Médaille de bronze | Montée du Salève          | 12,3 km  | 15 mai 2005     | 1 h 20 min 43 s |
| 43e | Médaille de bronze | Montée du Nid d'Aigle     | 19,5 km  | 17 juillet 2005 | 2 h 21 min 59 s |
| 28e | Médaille de bronze | Montée du Nid d'Aigle     | 19,5 km  | 16 juillet 2006 | 2 h 17 min 34 s |
| 33e | Médaille d'argent  | Montée du Nid d'Aigle     | 19,5 km  | 20 juillet 2008 | 2 h 16 min 53 s |
| 76e | 6e                 | Sierre-Zinal              | 31 km    | 10 août 2008    | 3 h 20 min 13 s |
| 21e | Médaille de bronze | Ascension du Col de Vence | 11,8 km  | 3 mai 2009      | 54 min 19 s     |
| 28e | Médaille d'argent  | Cross du Mont-Blanc       | 23 km    | 27 juin 2010    | 2 h 20 min 31 s |
| 63e | Médaille de bronze | Sierre-Zinal              | 31 km    | 14 août 2011    | 3 h 15 min 31 s |
| 9e  | Médaille d'argent  | Kaisermarathon            | 42,2 km  | 6 octobre 2012  | 3 h 47 min 5 s  |
| 54e | Médaille de bronze | Marathon du Mont-Blanc    | 42,2 km  | 30 juin 2013    | 4 h 35 min 0 s  |
| 52e | Médaille de bronze | 42 km du Mont-Blanc       | 42 km    | 28 juin 2015    | 4 h 53 min 12 s |
| 40e | Médaille de bronze | Fletta Trail              | 21 km    | 19 juillet 2015 | 1 h 50 min 4 s  |
| 30e | Médaille de bronze | 23 km du Mont-Blanc       | 23 km    | 25 juin 2016    | 2 h 34 min 3 s  |
| 46e | 4e                 | 42 km du Mont-Blanc       | 42 km    | 25 juin 2017    | 4 h 58 min 37 s |
| 13e | Médaille de bronze | Montée du Grand Ballon    | 14,2 km  | 28 mai 2023     | 1 h 26 min 0 s  |

### Trail
| no  | féminin            | Course                                | Longueur | Départ           | Temps           |
| --- | ------------------ | ------------------------------------- | -------- | ---------------- | --------------- |
|     | Médaille d'or      | Le Bélier                             | 27 km    | 2002             | 2 h 27 min 12 s |
| 57e | Médaille d'argent  | Le Bélier                             | 27 km    | 2003             | 2 h 24 min 33 s |
| 39e | Médaille d'argent  | Le Bélier                             | 27 km    | 29 août 2004     | 2 h 20 min 27 s |
| 32e | Médaille d'or      | Le Bélier                             | 27 km    | 2005             | 2 h 16 min 22 s |
| 31e | Médaille d'or      | Le Bélier                             | 27 km    | 2006             | 2 h 16 min 9 s  |
| 37e | Médaille d'or      | Le Bélier                             | 27 km    | 24 août 2008     | 2 h 20 min 15 s |
| 22e | Médaille d'or      | Le Bélier                             | 27 km    | 23 août 2009     | 2 h 18 min 2 s  |
| 40e | Médaille d'argent  | Les Gendarmes et les Voleurs de Temps | 32 km    | 23 mai 2010      | 2 h 35 min 41 s |
| 33e | Médaille d'argent  | Le Bélier                             | 27 km    | 29 août 2010     | 2 h 20 min 10 s |
| 13e | Médaille d'or      | Lyon Urban Trail                      | 38 km    | 3 avril 2011     | 3 h 19 min 7 s  |
| 22e | Médaille d'or      | Les Gendarmes et les Voleurs de Temps | 32 km    | 12 juin 2011     | 2 h 25 min 48 s |
| 16e | Médaille d'argent  | Le Bélier                             | 27 km    | 28 août 2011     | 2 h 9 min 31 s  |
| 12e | Médaille d'or      | Marathon des Causses                  | 38 km    | 28 octobre 2011  | 3 h 32 min 31 s |
| 27e | Médaille d'or      | Lyon Urban Trail                      | 38 km    | 1er avril 2012   | 3 h 14 min 9 s  |
| 23e | Médaille d'argent  | Le Bélier                             | 27 km    | 26 août 2012     | 2 h 13 min 11 s |
| 51e | Médaille d'or      | Championnat de France de trail court  | 25 km    | 6 octobre 2013   | 2 h 12 min 2 s  |
| 11e | Médaille d'or      | Marathon des Causses                  | 38 km    | 26 octobre 2013  | 3 h 27 min 48 s |
| 20e | Médaille d'argent  | Trail Matheysin                       | 30 km    | 8 mai 2014       | 3 h 21 min 50 s |
| 29e | Médaille d'or      | Les Gendarmes et les Voleurs de Temps | 32 km    | 7 juin 2014      | 2 h 29 min 33 s |
| 30e | Médaille d'argent  | Le Bélier                             | 27 km    | 24 août 2014     | 2 h 16 min 3 s  |
| 41e | Médaille d'or      | Trail du Ventoux                      | 44 km    | 15 mars 2015     | 4 h 8 min 27 s  |
| 16e | Médaille d'or      | Trail Matheysin                       | 30 km    | 8 mai 2015       | 3 h 15 min 17 s |
| 6e  | Médaille d'or      | Marathon-Race du Lac d'Annecy         | 42 km    | 31 mai 2015      | 4 h 21 min 25 s |
| 43e | Médaille de bronze | Trail du Ventoux                      | 46 km    | 20 mars 2016     | 4 h 38 min 36 s |
| 32e | Médaille d'argent  | Les Gendarmes et les Voleurs de Temps | 32 km    | 15 mai 2016      | 2 h 32 min 44 s |
| 26e | Médaille de bronze | Trail du Colorado                     | 38 km    | 29 mai 2016      | 5 h 0 min 5 s   |
| 30e | Médaille d'or      | Le Bélier                             | 27 km    | 19 août 2016     | 2 h 16 min 53 s |
| 27e | Médaille d'or      | Championnat de France de trail court  | 30 km    | 3 septembre 2016 | 3 h 0 min 10 s  |
| 59e | 6e                 | Championnats du monde de trail        | 50 km    | 10 juin 2017     | 5 h 19 min 17 s |

### Skyrunning
| no  | féminin            | Course                           | Longueur | Départ            | Temps           |
| --- | ------------------ | -------------------------------- | -------- | ----------------- | --------------- |
| 14e | Médaille d'or      | Ice Trail Tarentaise - Altispeed | 32 km    | 12 juillet 2015   | 3 h 54 min 38 s |
| 28e | Médaille d'argent  | Skyrace des Matheysins           | 27 km    | 8 mai 2016        | 3 h 23 min 5 s  |
| 35e | Médaille d'or      | Skyrhune                         | 21 km    | 24 septembre 2016 | 2 h 23 min 28 s |
| 50e | Médaille de bronze | Limone Extreme                   | 27,4 km  | 15 octobre 2016   | 3 h 19 min 22 s |
| 51e | Médaille d'argent  | Skyrhune                         | 21 km    | 23 septembre 2017 | 2 h 22 min 50 s |
| 26e | 5e                 | Marathon de Pikes Peak           | 42,2 km  | 18 août 2018      | 4 h 51 min 16 s |
| 14e | Médaille d'or      | Montreux Trail Festival - MXSky  | 30 km    | 24 juillet 2021   | 3 h 39 min 53 s |
| 38e | Médaille d'argent  | SkyRace du Rocher Blanc          | 20 km    | 19 août 2022      | 2 h 19 min 1 s  |
| 21e | Médaille d'argent  | Montreux Trail Festival - MXSky  | 30 km    | 10 juin 2023      | 3 h 20 min 40 s |

## Records
| Épreuve       | Performance     | Date             | Lieu      |
| ------------- | --------------- | ---------------- | --------- |
| 10 kilomètres | 37 min 11 s     | 6 septembre 2009 | Grenoble  |
| 20 kilomètres | 1 h 18 min 44 s | 8 octobre 2017   | Paris     |
| Semi-marathon | 1 h 20 min 43 s | 15 mai 2005      | Annemasse |